# Do It Again
A Do It Again egy dal a The Beach Boys együttestől, amely 1968-ban jelent meg kislemezen, B-oldalán a „Wake the World” című dallal. A dal szerzői Brian Wilson és Mike Love voltak. A dal az 1964-es Don’t Back Down óta az együttes első olyan dala, mely a szörfözésről szól. A dal az együttes 1969-ben megjelent 20/20 című lemezének nyitószáma. 
A dal 20. lett az Egyesült Államokban, ezzel 1976-ig az együttes utolsó top 20-as száma volt. Ezzel szemben az Egyesült Királyságban a „Good Vibrations” után az együttes második listavezető száma lett, az év végi összesítésben pedig a 24. helyen végzett.
A dal az évek folyamán a csapat egyik legnépszerűbb száma lett, és olyan előadók számaira gyakorolt hatást mint például a Captain and Tenille „Love Will Keep Us Together” című dala, vagy mint az ABBA „On and On and On” című slágere.

## Közreműködött
- Mike Love – ének és háttérvokál
- Brian Wilson – háttérvokál, zongora, orgona
- Carl Wilson – háttérvokál, ritmusgitár
- Alan Jardine – háttérvokál, ritmusgitár
- Dennis Wilson – háttérvokál, dob
- Bruce Johnston – háttérvokál
- John Guerin – dob
- John Lowe – szaxofon
- Ernie Small – szaxofon

## Helyezések
| Ország (1968)                       | Legmagasabb pozíció |
| ----------------------------------- | ------------------- |
| Ausztrália (Go-Set)                 | 3                   |
| Ausztria                            | 8                   |
| Kanada (RPM Top Singles)            | 10                  |
| Németország                         | 4                   |
| Írország (IRMA)                     | 5                   |
| Japán (All Japan Top 20 - Foreign)  | 4                   |
| Hollandia (Dutch Single Top 100)    | 3                   |
| Új-Zéland (Listener)                | 14                  |
| Norvégia                            | 5                   |
| Dél-afrikai Köztársaság (Springbok) | 7                   |
| Svájc                               | 7                   |
| UK Singles Chart                    | 1                   |
| US Billboard Hot 100                | 20                  |
| US Cash Box Top 100                 | 8                   |
| US Record World                     | 7                   |

| Ország (1968)      | Helyezés |
| ------------------ | -------- |
| Ausztrália         | 20       |
| Egyesült Királyság | 24       |
| US Cash Box        | 81       |